# Crevenicu
Crevenicu – wieś w Rumunii, w okręgu Teleorman, w gminie Crevenicu. W 2011 roku liczyła 977 mieszkańców.